# سکیوریتاس

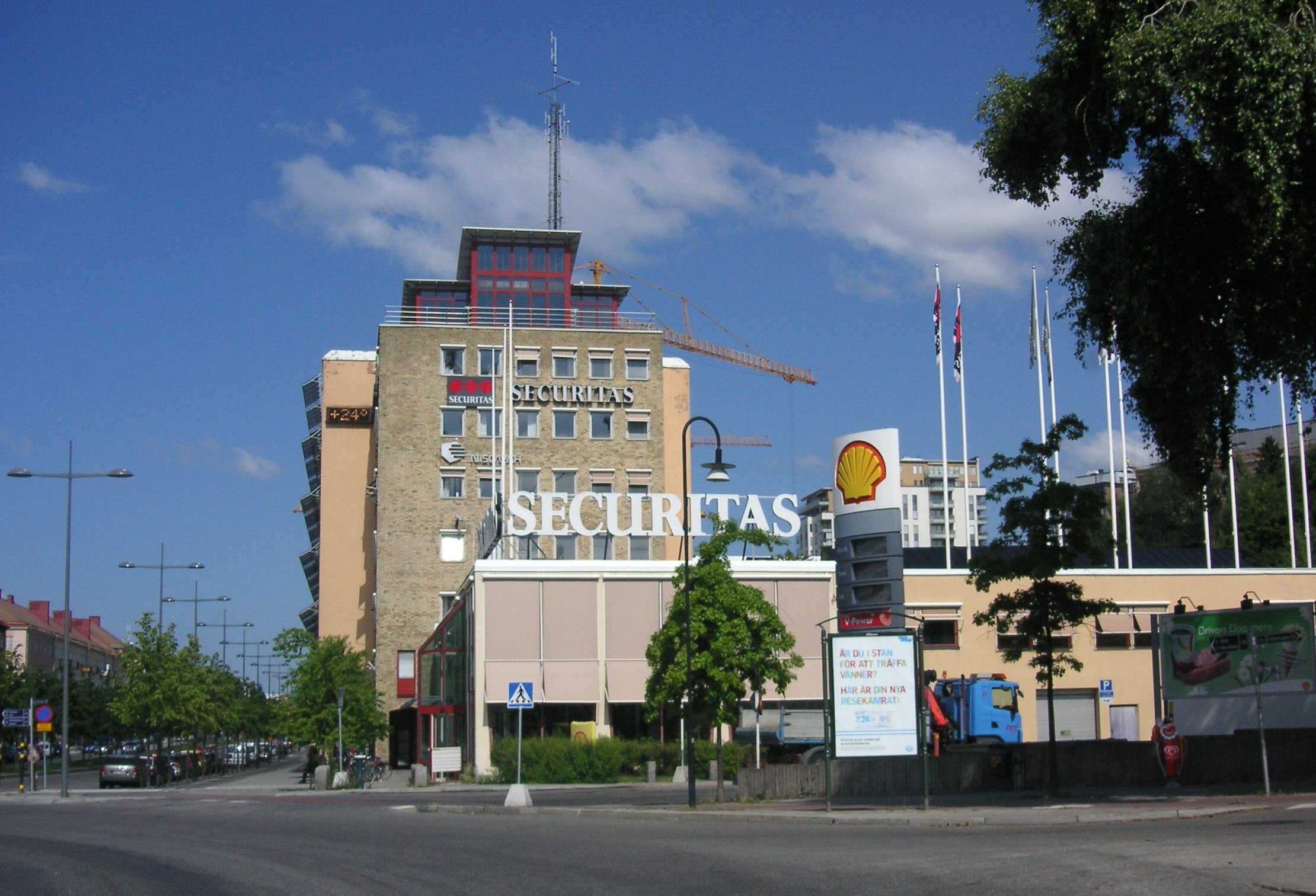
دفتر مرکزی شرکت امنیتی سکیوریتاس، در استکهلم سوئد

سکیوریتاس (به سوئدی: Securitas) شرکت امنیتی سوئدی است، که ارائه‌دهنده خدمات پلیس خصوصی، نظارت، مشاوره، تحقیقات، سرویس‌های امنیتی و کارآگاه خصوصی می‌باشد و دفتر مرکزی آن، در شهر استکهلم، سوئد قرار دارد.
گروه سکوریتاس دارای بیش از ۳۰۰ هزار کارمند در ۵۰ کشور است، که خدمات امنیتی-حفاظتی خود را، در ۵۳ کشور، مستقر در آمریکای شمالی، اروپا، آمریکای لاتین، آسیا، خاورمیانه و آفریقا ارائه می‌نماید.
بخشی از سهام شرکت سکیوریتاس در بازار بورس اوراق بهادار استکهلم، معامله می‌شود و در سال مالی ۲۰۱۰ ارزش بازار آن؛ معادل ۶۱٫۳۴۰ میلیارد کرون سوئد برآورد شده‌است. شرکت سکیوریتاس، مالک شرکت‌های امنیتی پروتکتاس آگ و سکیوریتاس آگ است، که در سوئیس مستقر می‌باشند.